# 陳冠希わいせつ写真流出事件
陳冠希わいせつ写真流出事件（エディソンチャンわいせつしゃしんりゅうしゅつじけん）は、2008年1月、香港俳優のエディソン・チャン（陳冠希）のプライベートな写真がインターネット上に流出した事件。写真に登場する女優は、ジリアン・チョン（鍾欣桐）、ボボ・チャン（陳文媛）、セシリア・チャン（張栢芝）を含む。この事件は、2008年初頭の、香港のエンターテイメント業界を中心に大きな注目を集めた。蘋果日報では、1月29日から2月18日まで毎日報道された。

## 概要
2008年1月28日、香港の男性タレント、エディソン・チャンと女優のジリアン・チョン、セシリア・チャン、歌手のボボ・チャン等とのプライベートなベッドシーンとされる写真がインターネット上に出回る事件が起きた。これを受け、香港警察は捜査に乗り出し、31日に容疑者の1人を逮捕。その後、逮捕者はエディソンが2006年にパソコン修理を依頼した業者を含み、9人に拡大した。2月4日、エディソンは弁護士を通じて、約1分半に及ぶビデオメッセージを公開し、被害者と社会全体へ謝罪の言葉を英語で述べると同時に、「もし写真をダウンロードした人がいれば、どうか転載したり他の人に送信したりしないで下さい」と訴えた。11日、ジリアンは新春のファンミーティングに姿を現し、記者と応対。「以前の私は、本当に子供でバカだった。今回の事件で、社会に大きな迷惑をかけたことを謝罪したい。今後とも仕事を頑張っていきたい」と話した。21日、エディソンは香港九龍湾展覧貿易センターで10分間の短い記者会見を行い、自身が女優とベッド上などで撮影した写真が流出したことを認めたが、インターネット上での公開は自身の同意を得ない違法な行為だと説明した。また、被害者とその家族、自分の両親と全香港市民に謝罪の言葉を述べ、香港芸能界を無期限に去ることを発表した。しかし2009年には香港映画への復帰を果たしている。

## 流出写真の一覧
流出したとされる写真の点数は以下の通りである。
| 英語名                 | 名前             | 2008年2月10日 時点の数 |
| ---------------------- | ---------------- | ---------------------- |
| Gillian Chung Yan-tung | ジリアン・チョン | 94                     |
| Bobo Chan              | ボボ・チャン     | 116                    |
| Cecilia Cheung         | セシリア・チャン | 143                    |
| Rachel Ngan Wing-sze   | 顏穎思           | 13                     |
| Mandy Chen Yu-ju       | 陳育嬬           | 40                     |
| Candice Chan Si-wai    | 陳思慧           | 48                     |
| Vincy Yeung Wing-ching | 楊永晴           | 3                      |
| 合計                   | 合計             | 465                    |